# Romania a la Copa del Món de futbol
Aquest és el registre dels resultats de Romania a la Copa del Món. Romania no ha guanyat mai la Copa del Món, i el millor resultat que ha obtingut ha estat jugar els quarts de final de l'edició del 1994.

## Resum d'actuacions
Campions      Finalistes      Tercers      Quarts
| Historial a la Copa del Món | Historial a la Copa del Món | Historial a la Copa del Món | Historial a la Copa del Món | Historial a la Copa del Món | Historial a la Copa del Món | Historial a la Copa del Món | Historial a la Copa del Món | Historial a la Copa del Món |
| Edició                      | Ronda                       | Posició                     | PJ                          | PG                          | PE                          | PP                          | GF                          | GC                          |
| --------------------------- | --------------------------- | --------------------------- | --------------------------- | --------------------------- | --------------------------- | --------------------------- | --------------------------- | --------------------------- |
| 1930                        | Fase de grups               | 8s                          | 2                           | 1                           | 0                           | 1                           | 3                           | 5                           |
| 1934                        | Vuitens de final            | 12s                         | 1                           | 0                           | 0                           | 1                           | 1                           | 2                           |
| 1938                        | Vuitens de final            | 9s                          | 2                           | 0                           | 1                           | 1                           | 4                           | 5                           |
| 1950                        | No hi participà             | No hi participà             | No hi participà             | No hi participà             | No hi participà             | No hi participà             | No hi participà             | No hi participà             |
| 1954                        | No es classificà            | No es classificà            | No es classificà            | No es classificà            | No es classificà            | No es classificà            | No es classificà            | No es classificà            |
| 1958                        | No es classificà            | No es classificà            | No es classificà            | No es classificà            | No es classificà            | No es classificà            | No es classificà            | No es classificà            |
| 1962                        | Es retirà                   | Es retirà                   | Es retirà                   | Es retirà                   | Es retirà                   | Es retirà                   | Es retirà                   | Es retirà                   |
| 1966                        | No es classificà            | No es classificà            | No es classificà            | No es classificà            | No es classificà            | No es classificà            | No es classificà            | No es classificà            |
| 1970                        | Fase de grups               | 11s                         | 3                           | 1                           | 0                           | 2                           | 4                           | 5                           |
| 1974                        | No es classificà            | No es classificà            | No es classificà            | No es classificà            | No es classificà            | No es classificà            | No es classificà            | No es classificà            |
| 1978                        | No es classificà            | No es classificà            | No es classificà            | No es classificà            | No es classificà            | No es classificà            | No es classificà            | No es classificà            |
| 1982                        | No es classificà            | No es classificà            | No es classificà            | No es classificà            | No es classificà            | No es classificà            | No es classificà            | No es classificà            |
| 1986                        | No es classificà            | No es classificà            | No es classificà            | No es classificà            | No es classificà            | No es classificà            | No es classificà            | No es classificà            |
| 1990                        | Vuitens de final            | 12s                         | 4                           | 1                           | 2                           | 1                           | 4                           | 3                           |
| 1994                        | Quarts de final             | 6s                          | 5                           | 3                           | 1                           | 1                           | 10                          | 9                           |
| 1998                        | Vuitens de final            | 11s                         | 4                           | 2                           | 1                           | 1                           | 4                           | 3                           |
| 2002                        | No es classificà            | No es classificà            | No es classificà            | No es classificà            | No es classificà            | No es classificà            | No es classificà            | No es classificà            |
| 2006                        | No es classificà            | No es classificà            | No es classificà            | No es classificà            | No es classificà            | No es classificà            | No es classificà            | No es classificà            |
| 2010                        | No es classificà            | No es classificà            | No es classificà            | No es classificà            | No es classificà            | No es classificà            | No es classificà            | No es classificà            |
| 2014                        | No es classificà            | No es classificà            | No es classificà            | No es classificà            | No es classificà            | No es classificà            | No es classificà            | No es classificà            |
| 2018                        | No es classificà            | No es classificà            | No es classificà            | No es classificà            | No es classificà            | No es classificà            | No es classificà            | No es classificà            |
| 2022                        | No es classificà            | No es classificà            | No es classificà            | No es classificà            | No es classificà            | No es classificà            | No es classificà            | No es classificà            |
| 2026                        | Pendent                     | Pendent                     | Pendent                     | Pendent                     | Pendent                     | Pendent                     | Pendent                     | Pendent                     |
| 2030                        | Pendent                     | Pendent                     | Pendent                     | Pendent                     | Pendent                     | Pendent                     | Pendent                     | Pendent                     |
| 2034                        | Pendent                     | Pendent                     | Pendent                     | Pendent                     | Pendent                     | Pendent                     | Pendent                     | Pendent                     |
| Total                       | Quarts de final             | Quarts de final             | 21                          | 8                           | 5                           | 8                           | 30                          | 32                          |

## Uruguai 1930

### Fase de grups: Grup 1
| Pos | Equip   | PJ | PG | PE | PP | GF | GC | DG | Pts | Classificació       |
| --- | ------- | -- | -- | -- | -- | -- | -- | -- | --- | ------------------- |
| 1   | Uruguai | 2  | 2  | 0  | 0  | 5  | 0  | +5 | 4   | Avança a semifinals |
| 2   | Romania | 2  | 1  | 0  | 1  | 3  | 5  | −2 | 2   |                     |
| 3   | Perú    | 2  | 0  | 0  | 2  | 1  | 4  | −3 | 0   |                     |

| Romania                            | 3–1     | Perú               |
| ---------------------------------- | ------- | ------------------ |
| Deşu 1' · Stanciu 79' · Kovács 89' | Informe | Souza Ferreira 75' |

| Uruguai                                         | 4–0     | Romania |
| ----------------------------------------------- | ------- | ------- |
| Dorado 7' · Scarone 26' · Anselmo 31' · Cea 35' | Informe |         |

## Itàlia 1934

### Vuitens de final
| Txecoslovàquia        | 2–1     | Romania   |
| --------------------- | ------- | --------- |
| Puč 50' · Nejedlý 67' | Informe | Dobay 11' |

## França 1938

### Vuitens de final
| Cuba                            | 3–3 (pr.) | Romania                               |
| ------------------------------- | --------- | ------------------------------------- |
| Socorro 44', 103' · Magriñá 69' | Informe   | Bindea 35' · Barátky 88' · Dobay 105' |

| Cuba                        | 2–1     | Romania   |
| --------------------------- | ------- | --------- |
| Socorro 51' · Fernández 57' | Informe | Dobay 35' |

## Mèxic 1970

### Primera fase: Grup 3
| Pos | Equip          | PJ | PG | PE | PP | GF | GC | DG | Pts | Classificació           |
| --- | -------------- | -- | -- | -- | -- | -- | -- | -- | --- | ----------------------- |
| 1   | Brasil         | 3  | 3  | 0  | 0  | 8  | 3  | +5 | 6   | Avança a la segona fase |
| 2   | Anglaterra     | 3  | 2  | 0  | 1  | 2  | 1  | +1 | 4   | Avança a la segona fase |
| 3   | Romania        | 3  | 1  | 0  | 2  | 4  | 5  | −1 | 2   |                         |
| 4   | Txecoslovàquia | 3  | 0  | 0  | 3  | 2  | 7  | −5 | 0   |                         |

| Anglaterra | 1–0     | Romania |
| ---------- | ------- | ------- |
| Hurst 65'  | Informe |         |

| Romania                         | 2–1     | Txecoslovàquia |
| ------------------------------- | ------- | -------------- |
| Neagu 52' · Dumitrache 75' (p.) | Informe | Petráš 5'      |

| Brasil                        | 3–2     | Romania                          |
| ----------------------------- | ------- | -------------------------------- |
| Pelé 19', 67' · Jairzinho 22' | Informe | Dumitrache 34' · Dembrovschi 84' |